# Мілево-Тосе
Мілево-Тосе (пол. Milewo-Tosie) — село в Польщі, у гміні Трошин Остроленцького повіту Мазовецького воєводства.
Населення — 46 осіб (2011).
У 1975-1998 роках село належало до Остроленцького воєводства.

## Демографія
Демографічна структура станом на 31 березня 2011 року:
|          | Загалом | Допрацездатний вік | Працездатний вік | Постпрацездатний вік |
| -------- | ------- | ------------------ | ---------------- | -------------------- |
| Чоловіки | 19      | 4                  | 11               | 4                    |
| Жінки    | 27      | 8                  | 13               | 6                    |
| Разом    | 46      | 12                 | 24               | 10                   |